# Килт
Килт (от англ. kilt; гэльск. fèileadh [ˈfeːləɣ]) — предмет мужской шотландской национальной одежды, традиционная одежда горцев Шотландии. Килт представляет собой кусок ткани, обёрнутый вокруг талии, плиссированный (собранный складками) сзади и закреплённый с помощью 2—3 пряжек и ремешков; обычно килт носится вместе со специальной сумочкой для мелких вещей, называемой «спорран». Килт ведёт свою историю от «большого пледа» и, по сути, представляет собой его нижнюю часть. Исторически большой плед был достаточно длинным и широким, чтобы его можно было закинуть на плечо или укрыться под ним в плохую погоду. Килт изготавливается из шерстяной ткани с традиционным шотландским рисунком из клеток и полос — тартаном (в России такой материал известен как «шотландка»).
Сегодня большинство шотландцев используют килт как часть официального (или свадебного) костюма, повседневно его носит достаточно малое количество людей. Во многих местах Шотландии килты можно увидеть во время спортивных соревнований горцев, а также музыкальных и танцевальных выступлений. В британской армии, равно как и в армиях некоторых других стран Британского содружества, килт до сих пор является частью военной формы (чаще всего для смотров и парадов), в боевых действиях он не использовался со времён Второй мировой войны. Последним полком, носившим килты во время боевых действий в 1940 году, был британский полк «Её Величества кэмеронские горцы».

## История
Самое древнее описание большого пледа в горной Шотландии датируется 1594 годом.
Их верхняя одежда представляет собой крапчатое одеяние разнообразных расцветок, со множеством складок до середины икр, с поясом вокруг талии, надевающимся через ноги.
В Горной Шотландии (Highlands), с её дождливым климатом и гористым рельефом, большой плед был незаменим. Он давал свободу движений, согревал, быстро высыхал, чего нельзя было сказать о брюках. На ночь он превращался в тёплое одеяло. Когда в бою требовалась максимальная свобода движений, плед можно было легко сбросить и нестись в атаку без одежды. 
В 1746 году после подавления последнего восстания якобитов британские власти запретили ношение килта, большого пледа и любой другой национальной одежды из тартана. Жёсткий запрет действовал целых 36 лет. Большой плед и килт выжили, благодаря горским полкам британской армии, солдаты которых были официально экипированы пледами и другими элементами национальной одежды.
Хотя килт и является традиционной шотландской одеждой, частью общенациональной культуры шотландцев он стал сравнительно недавно. Только в середине XIX века килт стал популярен среди шотландского дворянства и интеллигенции, а впоследствии был принят равнинными жителями и всей шотландской диаспорой за рубежом. Другие современные представители кельтской группы (ирландцы, валлийцы, жители острова Мэн) тоже приняли ношение килта (хоть и в меньшей степени по сравнению с шотландцами).

## Большой килт
Этот предмет одежды, известный под многими другими именами (Great Plaid, Fèileadh-mòr, Breacan-feile, Belted Plaid), по существу представляет собой пару кусков толстой шерстяной ткани, сшитых вместе. Длина его может лежать в пределах от 4,5 до 9 ярдов (примерно 4,1—8,2 м), однако наиболее распространённая длина — 6—7 ярдов (5,5—6,5 м). Складки на одной части ткани собирались вручную и закреплялись при помощи широкого ремня. Другая часть могла быть закинута поверх левого плеча и использоваться в качестве плаща, или быть закреплённой на ремне, частично ниспадая с него, или же накрывать плечи и голову при плохой погоде, а также служить покрывалом ночью.
В описании 1746 года сказано:
Эта одежда достаточно свободна и помогает мужчинам, привыкшим к ней, преодолевать тяжёлые препятствия: совершать быстрые переходы, переносить суровость погоды, переправляться через реки. Килт одинаково удобен для жизни как в лесу, так и в домах. Словом, он помогает справиться с тем, с чем обычная одежда не в силах.
До сих пор много спорят о времени появления большого пледа, но доподлинно известно, что он уже существовал в начале XVII века. Более ранние изображения килта иллюстрируют скорее длинную (до колен) рубашку из кожи, льна или парусины с большим количеством складок и иногда простёганную для лучшей защиты. Наиболее часто большой килт ассоциируется с шотландскими горцами, но он также использовался на бедных сельских равнинных территориях.

## Малый килт
Чаще под словом «килт» понимают именно «малый килт» (Little kilt, Fèileadh-beag), то есть, по сути, только нижнюю часть большого пледа — кусок шерстяной ткани, оборачиваемый вокруг бёдер, полы которого достигают колена. Часто он держится уже не на ремне, а на обыкновенных ремешках с пряжками. К нижнему углу внешнего края крепится специальная булавка — Kilt pin, которая не скрепляет полы между собой, а крепится для утяжеления.
Малый килт, вероятнее всего, появился только в начале XVIII века как менее громоздкая и менее обременительная альтернатива большому пледу. До сих пор неизвестно, что собой представляли первые килты и каким образом они были сшиты. По легенде, килт был изобретён в 1725 году англичанином Роулинсоном, управляющим на сталелитейном заводе в Лохабере. Именно он предложил для удобства оставить лишь нижнюю часть большого пледа.
Самый старый из сохранившихся килтов датируется 1794 годом и носился солдатом полка Gordon Highlanders.
Современный килт — это довольно сложная конструкция из 3—8 ярдов материи, обычно шерсти с тартаном, но бывают утилитарные или супермодные килты и из других типов ткани. Различают 2 основных способа плиссирования килтов — box pleated и knife pleated. Сделанные из тяжёлой толстой шерсти килты практически несминаемы и верно служат их владельцам долгие годы.